# Iglesia de San Julián de Ceuró
La iglesia de San Julián de Ceuró (en catalán:Sant Julià de Ceuró) es una iglesia románica del municipio de Castellar de la Ribera, en la comarca catalana del Solsonés. Es un monumento protegido e inventariado dentro del Patrimonio Arquitectónico Catalán como Bien Cultural de Interés Local.

## Situación
La entidad de población de Ceuró y su iglesia se levantan sobre un cerro en la cresta del margen izquierdo de la Ribera Salada, a poniente del Serrat de la Botjosa y junto al término del municipio de Bassella. En el mismo promontorio hay una gran casa y la rectoría. 
Una pista asfaltada permite ir, en dirección sur, de la carretera C-26 en el punto kilométrico 89,1, entre Ogern y Castellar de la Ribera. La carretera cruza la Ribera Salada por un puente, sube por la umbría y llega a Ceuró después de un kilómetro y medio.

## Descripción

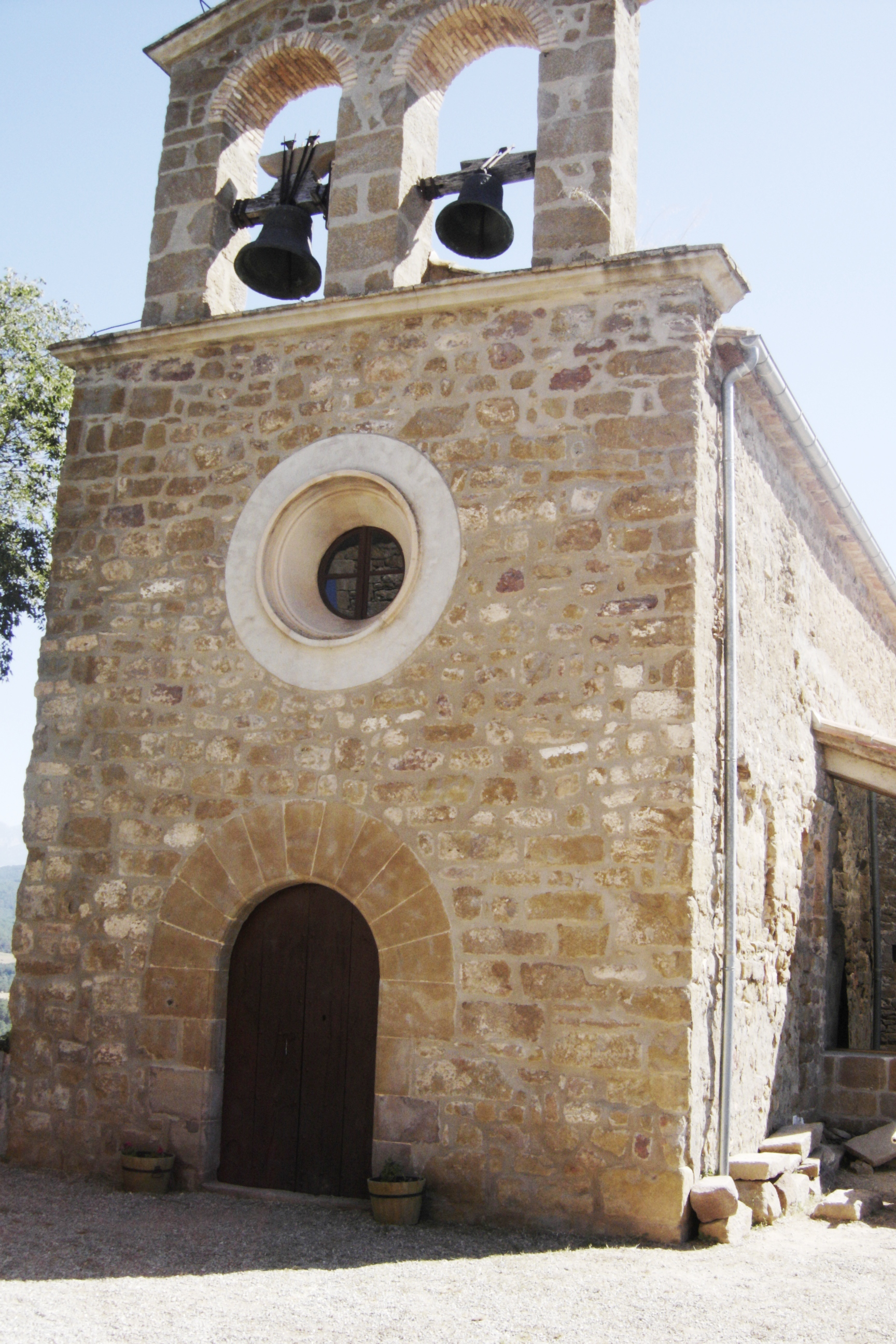
Fachada de la iglesia de San Julián.

Es un edificio de nave rectangular muy larga, rematada a levante por un ábside semicircular. Exteriormente la decoración del ábside y los muros laterales ha sido resuelta con un friso de arquerías ciegas entre lesenas que se ha perdido en parte en el muro del sur, por el añadido de un cuerpo rectangular adosado. La ventana central del ábside está abocinada y cubierta con un arco de medio punto adintelado. En 1905 un rayo destruyó la fachada de poniente del edificio por donde está el acceso que se realiza por un portal adintelado. El interior de la iglesia fue muy modificado cuando fue realzada la nave y se suplió la bóveda original con una cubierta de lunetas y crucería. El campanario de espadaña situado a poniente es de dos aberturas. El paramento es de piedras escuadradas colocadas en hileras irregulares pero uniformes.